# Niþijo

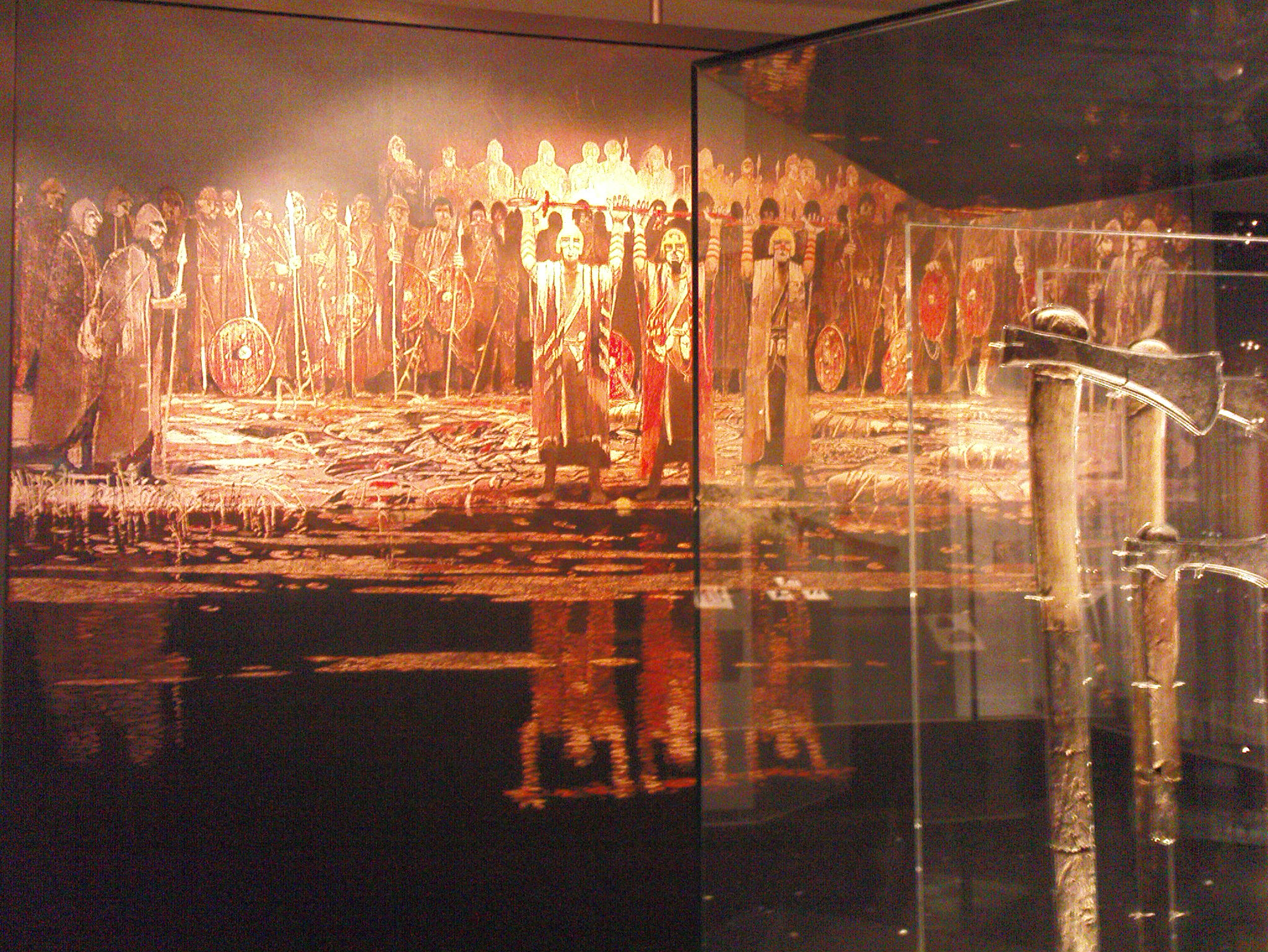
Visión artística de un exvoto en Illerup Ådal, en una exposición del antiguo Museo Moesgård. Pueden contemplarse algunas de las armas (hachas) extraídas del yacimiento.

Niþijo  (o Nithijo, traducido como el Celoso) es el nombre de un presunto señor de la guerra, posiblemente del Bajo Rin, y caudillo germánico del Imperio romano en el siglo III, conocido por los yacimientos arqueológicos de Illerup Ådal, Jutlandia en Dinamarca. Entre más de 15.000 piezas se encontraron piezas con la inscripción «niþijo tawide» (Nithijo ha hecho) en rúnico, entre ellas algunas empuñaduras de escudos y espadas del imperio, algo inusual en las sociedades germánicas, pero habitual entre los romanos por lo que se intuye que recibió influencias latinas.
Aunque mantiene ciertas reservas, Jørgen Ilkjaer considera que fue un líder militar, aunque existen posturas minoritarias que afirman que los nombres grabados en los artefactos de los yacimientos corresponden a magnates donantes o escribas rúnicos.